# Комитет Палаты представителей США по бюджету
Комитет Палаты представителей США по бюджету (англ. United States House Committee on the Budget) — постоянный комитет Палаты представителей США. Его обязанности включают законодательный надзор за процессом федерального бюджета, рассмотрение всех законопроектов и резолюций по бюджету, а также мониторинг агентств и программ, финансируемых вне бюджетного процесса. Комитет кратковременно функционировал как специальный комитет в 1919 и 1921 годах, во время 66-го и 67-го созывов Конгресса США, прежде чем был преобразован в постоянный комитет в 1974 году.

## Роль
Основная ответственность Бюджетного комитета заключается в разработке и подготовке Совместной резолюции по бюджету, обычно называемой «бюджетной резолюцией». Эта резолюция устанавливает совокупные уровни доходов и расходов, ожидаемые в определённом финансовом году. По закону бюджетная резолюция должна быть принята Конгрессом до 15 апреля. Эта целевая дата редко соблюдается, и по крайней мере в четырёх случаях (ФГ1999, ФГ2003, ФГ2005 и ФГ2007) бюджетная резолюция не была принята. Эта резолюция также предоставляет каждому комитету Палаты представителей «квоту» новой бюджетной власти. Эта квота важна при рассмотрении законодательства на пленарном заседании Палаты. Если законопроект, вынесенный на рассмотрение, приводит к увеличению расходов выше этой квоты, он подлежит замечанию (согласно разделу 302(f) Закона о бюджете Конгресса). Это касается как дискреционных расходов (ежегодные расходы федерального правительства), так и обязательных расходов (расходы на программы, где определён класс получателей и предоставляется пособие). Если пособие расширяется и не предусмотрено в бюджетной резолюции, оно подлежит замечанию на пленарном заседании и, если не будет отменено, не будет вынесено на рассмотрение (если член Конгресса не сделает замечание).
В целом, законодательство освобождается от таких проблем до рассмотрения через обсуждения между парламентарием Палаты, руководством Палаты и Бюджетным комитетом Палаты.
Комитет проводит слушания по законодательству о федеральном бюджете и конгрессским резолюциям, связанным с бюджетным процессом. Комитет проводит слушания по ежегодному бюджетному запросу президента в Конгресс и разрабатывает ежегодную бюджетную резолюцию Конгресса, которая устанавливает общие руководящие принципы расходов для Конгресса при разработке ежегодных федеральных законопроектов об ассигнованиях. Комитет также рассматривает дополнительные бюджетные запросы, представленные президентом, которые охватывают статьи, по тем или иным причинам не включённые в первоначальный бюджетный запрос, обычно для чрезвычайных расходов. В последнее время чрезвычайные дополнительные бюджетные запросы использовались для финансирования войн в Ираке и Афганистане, а также для восстановления после ураганов Катрина и Рита. Комитет может вносить поправки, одобрять или откладывать законопроекты, связанные с бюджетом. Он также имеет полномочия обеспечивать соблюдение установленных федеральных бюджетных правил, проводить бюджетные расследования и вызывать свидетелей повесткой. Кроме того, комитет осуществляет надзор за Бюджетным управлением Конгресса.